# Schulgeld

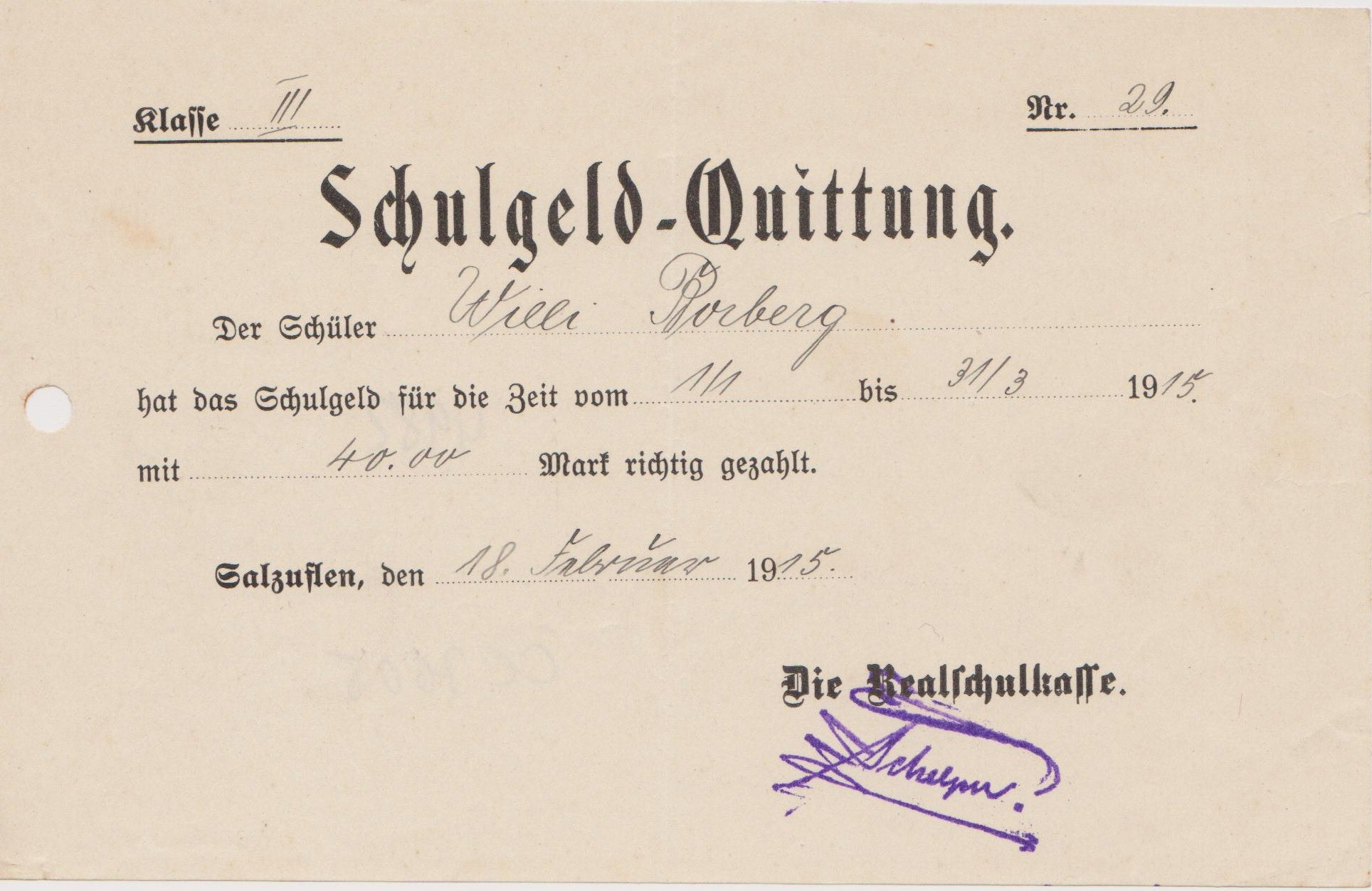
Schulgeld-Quittung der Realschule Salzuflen aus dem Jahr 1915

Schulgeld ist eine Gebühr, die für die Ausbildung an einer Schule bezahlt werden muss.

## Geschichte und Perspektive
Historisch war die Entwicklung des Schulwesens nur durch die Finanzierung der Schulen und Lehrer durch Schulgeld möglich. Beispielsweise gab es im 19. Jahrhundert insbesondere auf dem Land für die Lehrer (neben den Dotationen) durch die Einwohner zu leistende Naturalabgaben, siehe Geschichte der Dorfschule Gömnigk.
Das Schulgeld für die Volksschule wurde in Deutschland 1919 durch die Weimarer Reichsverfassung mit Art. 145 abgeschafft. Für Mittelschulen betrug das Schulgeld zwischen 1924 und 1930 je nach Schule 3 bis 10 RM pro Monat, für Gymnasien etwa das Doppelte. Für Gymnasien wurde es in den meisten Bundesländern zum Schuljahr 1958/59 abgeschafft; zu diesem Zeitpunkt lag es bei 15 bis 20 DM pro Monat. In der SBZ und ab 1949 in der DDR wurde mit dem Gesetz zur Demokratisierung der deutschen Schule von 1946 das Schulgeld durch die Landesregierungen in Ostdeutschland abgeschafft.

### Schulgeldfreiheit
Die Diskussion über die Abschaffung des Schulgelds und die Finanzierung des Schulwesens durch Gebietskörperschaften oder den Staat entstand bereits im 19. Jahrhundert. 1871 wurde in Würzburg eine Schulgeldfreiheit eingeführt. Im Rahmen der Einführung der Schulpflicht stellte sich zunächst die Frage nach dem Schulgeld für diejenigen, die sich dieses nicht leisten konnten. Dem wurde vielfach durch Einführung von Schulgeldbefreiungsregelungen für Niedrigverdiener Rechnung getragen (siehe auch Schulgelderstattung). Daneben wurde die Forderung nach einer allgemeinen Schulgeldfreiheit erhoben. Begründet wurde dies primär mit der Sorge, Eltern würden wegen des Schulgelds auf eine Schulbildung ihrer Kinder verzichten.
Ökonomen sprechen davon, dass Bildung ein Meritorisches Gut sei: Auch wenn sich die Investition in Bildung ökonomisch langfristig lohne, werde der Wert der Bildung in der Praxis unterschätzt. Deshalb lohne sich aus Sicht der Eltern die Investition in Schulgeld nicht. Nur durch den Verzicht auf Schulgeld wird nach dieser Überlegung eine effiziente Nachfrage nach Bildung entstehen.
Eine entgegengesetzte Position vertritt die Institutionenökonomik. Hier wird argumentiert, durch den Verzicht auf Schulgeld gehe ein wichtiger Anreiz der Institution Schule verloren, nämlich ein optimales Angebot für die Schüler bereitzustellen. Ein hohes Schulgeld werde nur akzeptiert, wenn entsprechend hohe Leistungen erbracht würden. Ohne Schulgeld sei es unmöglich, Wettbewerb zwischen Schulen zu organisieren. Das Modell der Bildungsgutscheine trägt diesen Bedenken Rechnung, ohne die Nachfrage nach Bildung zu beeinträchtigen.

## Aktuelle Situation

### Deutschland
In Deutschland sind für den Besuch öffentlicher Schulen – mit Ausnahme der Europäischen Schulen – keine Gebühren zu entrichten. Die Gebühr für Hochschulen wird im Allgemeinen als Studiengebühr bezeichnet.
Für den Besuch von Privatschulen (Schulen in freier Trägerschaft) wird in der Regel ein Schulgeld erhoben. Einige private Schulen bieten jedoch Stipendien an, um auch Kindern, die sich einen Besuch solcher Lehranstalten sonst nicht leisten könnten, die kostenlose Teilnahme am Unterricht zu ermöglichen. Solche Stipendien sind meist an gewisse Leistungen wie einen bestimmten Notenschnitt gebunden. Aus dem in der Anerkennungspraxis der Bundesländer bisher missachteten bzw. nicht ernst genommenen Sonderungsverbot ergäbe sich eine Begrenzung der zur Deckung der notwendigen Kosten erforderlichen Schulgeldhöhe bzw. Vorgaben, wie diese nach Einkommen gestaffelt zu erheben wäre. In einem Bundesland (Nordrhein-Westfalen) gibt es eine De-facto-Schulgeldfreiheit für alle Ersatzschulen, die die staatlichen Finanzhilfen in Höhe von 94 % (bzw. 98 % für private Förderschulen) erhalten. Allerdings wird diese von den Behörden kaum kontrolliert, wie u. a. Recherchen des WDR im Jahr 2017 ergaben.  In Rheinland-Pfalz wird gemäß § 28 Abs. 2 des Privatschulgesetzes die staatliche Finanzhilfe nur solchen Ersatzschulen gewährt, die kein Schulgeld erheben. In zwei Bundesländern (Bayern und Sachsen) gibt es einen Schulgeldersatz für finanziell schwache Familien.
Schulgeld für private und kirchliche Einrichtungen ist nach Abzug von Beherbergungs-, Betreuungs- und Verpflegungskosten zu 30 Prozent als Sonderausgabe abzugsfähig (§ 10 Abs. 1 Nr. 9 EStG). Seit Januar 2009 gilt ein Höchstbetrag von 5.000 Euro.

### Österreich
In Österreich sind für den Besuch öffentlicher Schulen ebenfalls keine Gebühren zu entrichten. Private Schulen und Internate mit Öffentlichkeitsrecht dürfen mit Begrenzungen Schulgeld erheben. Die Ausnahmen hängen davon ab, wie weit die nächste öffentliche Schule vom Wohnort der Schülers liegt. Rein private im Schulgesetz anerkannte Schulen dürfen unabhängig und unbegrenzt Schulgeld erheben.

### Entwicklungsländer
In Entwicklungsländern können Schulgebühren ein Hindernis für den Schulbesuch armer Kinder darstellen, wenn deren Eltern das erforderliche Geld nicht aufbringen können. Unter anderem Burundi, Kenia, Malawi, Namibia, Tansania und Uganda haben das Schulgeld in den letzten Jahren (Stand: August 2018) zumindest für die Grundschule abgeschafft, was zu einem sprunghaften Anstieg der Schülerzahl wie auch zu einer zeitweiligen Überlastung des Schulsystems und massiv vergrößerten Klassen geführt hat. Sierra Leone hat die Abschaffung für Grund- und weiterführende Schulen für September 2018 in Aussicht gestellt.[veraltet]